# Deportivo Madryn
Club Social y Deportivo Madryn, znany powszechnie pod nazwą Deportivo Madryn, a niekiedy także Madryn – argentyński klub piłkarski z siedzibą w mieście Puerto Madryn leżącym w prowincji Chubut.

## Osiągnięcia
- Mistrz ligi prowincjonalnej Liga de Fútbol „Valle del Chubut”: 2003 Apertura

## Historia
Klub założony został 7 maja 1924 roku i gra obecnie w czwartej lidze argentyńskiej Torneo Argentino B.